# Pons-Verlag
Der Pons-Verlag (PONS Langenscheidt GmbH) ist ein deutsches Medienunternehmen der Klett Gruppe mit Sitz in Stuttgart, das ca. 80 Mitarbeiter beschäftigt.
Unter der Marke PONS erscheinen Wörterbücher und Sprachlernmaterialien in über 32 Sprachen sowohl in gedruckter Form als auch digital. 2019 genehmigte das Bundeskartellamt der damaligen PONS GmbH den Erwerb von Titeln und Rechten von Langenscheidt, die seitdem weiterhin unter der Marke Langenscheidt veröffentlicht werden. Unter der Marke Klett Lerntraining entwickelt das Unternehmen Lernhilfen für Schüler aller Altersstufen zum unterrichtsbegleitenden Lernen. 2022 wurde die PONS GmbH in die PONS Langenscheidt GmbH umbenannt.

## Geschichte
1948 erschien das erste Englisch-Wörterbuch unter der Marke Klett, 1960 folgte das erste Französisch-Wörterbuch. Die Marke bzw. das Imprint PONS wurde 1978 gegründet; die Idee für den „Brücke“ bedeutenden lateinischen Namen stammt von Verleger Michael Klett. Im gleichen Jahr erschienen die ersten Wörterbücher für Englisch und Französisch unter der Marke PONS. Seitdem erkennt man die PONS-Titel an dem blau gepunkteten Logo auf grünem Grund. Diesen Schriftzug hat der Heidelberger Grafiker Erwin Poell entworfen, 2005 hat die Ludwigsburger Designerin Sabine Redlin das Logo leicht verändert. Die in den Wörterbüchern verwendete Schrift hat der Stuttgarter Professor für Typografie Kurt Weidemann entwickelt. Seit 1980 erscheinen neben Wörterbüchern auch Sprachkurse, Grammatiken und weitere Materialien zum Erlernen von Sprachen unter der Marke PONS. 2018 feierte der Verlag das 40-jährige Bestehen der Marke.

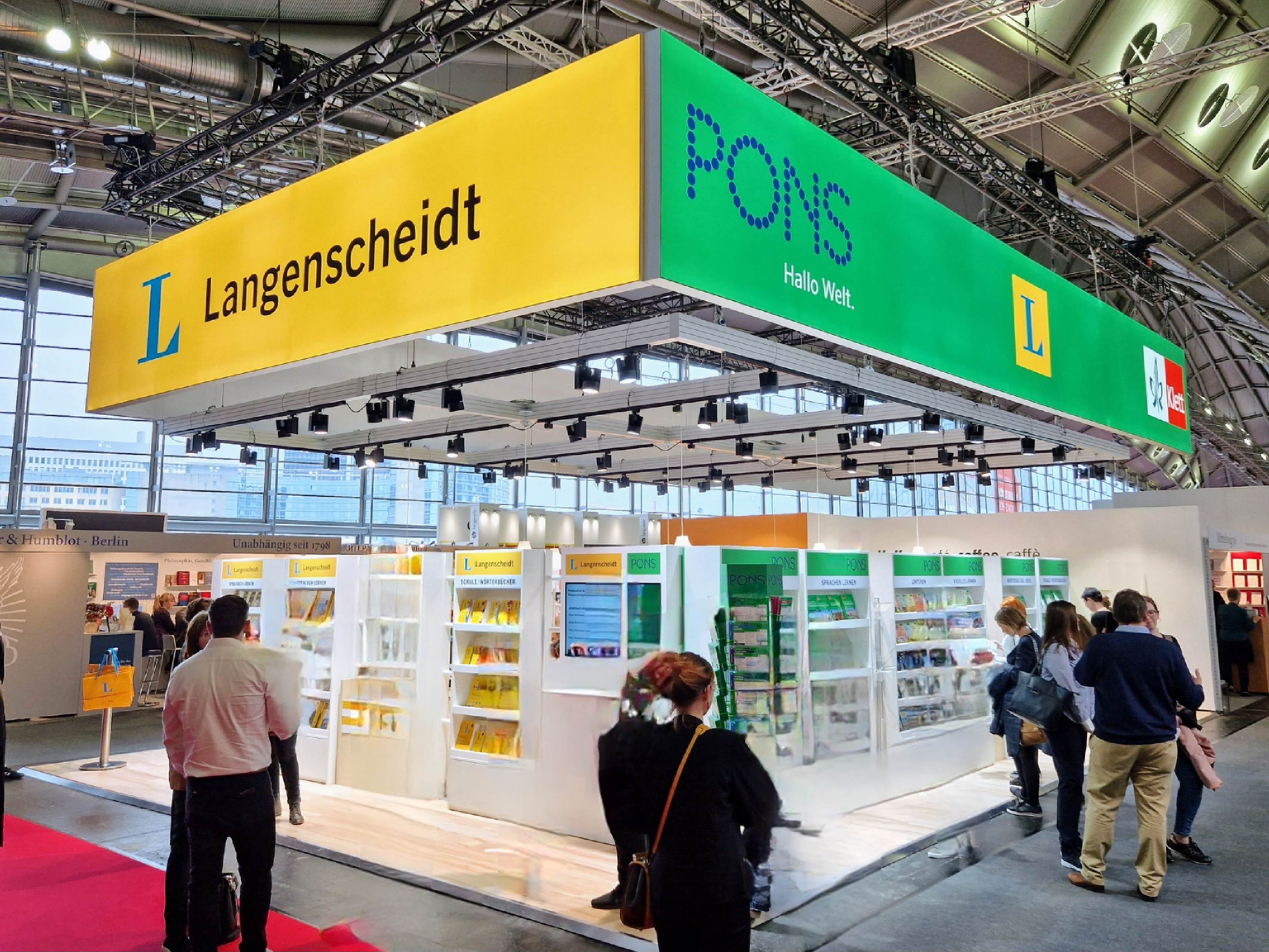
PONS-Langenscheidt-Messestand auf der Frankfurter Buchmesse 2022

## Verlagswesen
PONS Langenscheidt hat Wörterbücher und Sprachlernmaterialien in über 32 Sprachen für unterschiedlichste Kompetenzniveaus im Programm. Die Produktformate sind vielfältig. Von gedruckten Materialien über Onlineanwendungen und Apps bis zu E-Books und Downloads.

## Sprachenanbieter im Internet
- 2001 stellte Pons sein erstes zweisprachiges Online-Wörterbuch ins Netz.[3] Es wurde veröffentlicht in den fünf deutschsprachigen Übersetzungen zu Englisch, Französisch, Italienisch, Polnisch und Spanisch mit jeweils 120.000 Stichwörtern und Wendungen.
- Seit 15. Oktober 2008 steht das durch Werbung finanzierte Online-Wörterbuch im Netz, das seitdem kontinuierlich ausgebaut wurde. Die Nutzer können Wörter und Wendungen in Wörterbüchern in Deutsch, Englisch, Französisch, Italienisch, Polnisch, Portugiesisch, Russisch, Slowenisch, Spanisch, Türkisch, Neugriechisch, Latein und anderen Sprachen abfragen. Einen Großteil der Wörter kann man sich vorsprechen lassen. Zusätzlich erläutert ein Bildwörterbuch viele Begriffe visuell. Ähnlich wie bei der Wikipedia können die Benutzer das Online-Wörterbuch durch eigene Einträge erweitern.
- Seit dem 24. Juli 2009 wird neben ein-/zweisprachigen Wörterbüchern auch ein Rechtschreibwörterbuch der deutschen Sprache angeboten.
- Seit 2019 bietet das Online-Wörterbuch auch eine integrierte Textübersetzung an.